# Gap Year
Gap Year è una serie televisiva britannica trasmessa dal 23 febbraio al 13 aprile 2017 sul canale E4. La serie segue le avventure di un gruppo di persone che, con zaino in spalla, compie un viaggio attraverso il continente asiatico.
In Italia, la serie va in onda dall'11 ottobre al 6 dicembre 2017 sul servizio on demand TIMvision.

## Trama
Due amici di nome Dylan e Sean, partono con lo zaino in spalla per un viaggio in Cina dopo la separazione di Dylan dalla fidanzata Lauren, ma finiscono per viaggiare in tutto il continente asiatico dopo aver incontrato Ashley, Greg e May.

## Personaggi e interpreti

### Personaggi principali
- Sean, interpretato da Ade Oyefeso
Amico di scuola di Dylan che non è andato all'università e lavora come idraulico con il suo patrigno.
- Dylan, interpretato da Anders Hayward, doppiato da Alessandro Germano.
Amico di scuola di Sean che si sta cercando di separare dalla sua ex fidanzata Lauren.
- Greg, interpretato da Tim Key
Uomo d'affari che prova a dimostrare alla sua moglie, Daisy, di aver sbagliato.
- May, interpretata da Alice Lee
Amica stretta di Ashley che visita la Cina per incontrare la famiglia e soprattutto sua madre che la controlla molto.
- Ashley, interpretata da Brittney Wilson
Amica stretta di May la cui borsa di studio universitaria è a rischio.

### Personaggi ricorrenti
- Lauren, interpretata da Rachel Redford
Ex fidanzata di Dylan.
- Vanessa, interpretata da Kelly Hu
Madre di May.
- Sam, interpretata da Janeane Garofalo
Consulente di viaggio.
- Norm, interpretato da Jamie Demetriou
Attuale fidanzato di Lauren.
- Kendra, interpretata da Aisling Bea
Moglie di Eugene.
- Eugene, interpretato da Trystan Gravelle
Marito di Kendra.
- Jotty, interpretato da Daniel Rigby
Vecchio amico di Greg, ora uomo d'affari di successo.
- Bertie, interpretato da Robert Bathurst
Amico di Jotty.
- Dana, interpretata da Amelia Dowd
Guida turistica che si innamora di Sean.
- Genevieve, interpretata da Camille Chamoux
Amica di Ashley
- Todd, interpretato da Scott Adsit
Proprietario di un orfanotrofio del Vietnam.

## Episodi
| Stagione       | Episodi | Prima TV Regno Unito | Pubblicazione Italia |
| -------------- | ------- | -------------------- | -------------------- |
| Prima stagione | 8       | 2017                 | 2017                 |